# Duch, le maître des forges de l'enfer
Pour plus de détails, voir Fiche technique et Distribution.
Duch, le maître des forges de l'enfer est un documentaire franco-cambodgien réalisé par Rithy Panh et sorti en  2011. Il a été récompensé par le FIFDH de Genève et a reçu une majorité de critiques positives.

## Synopsis

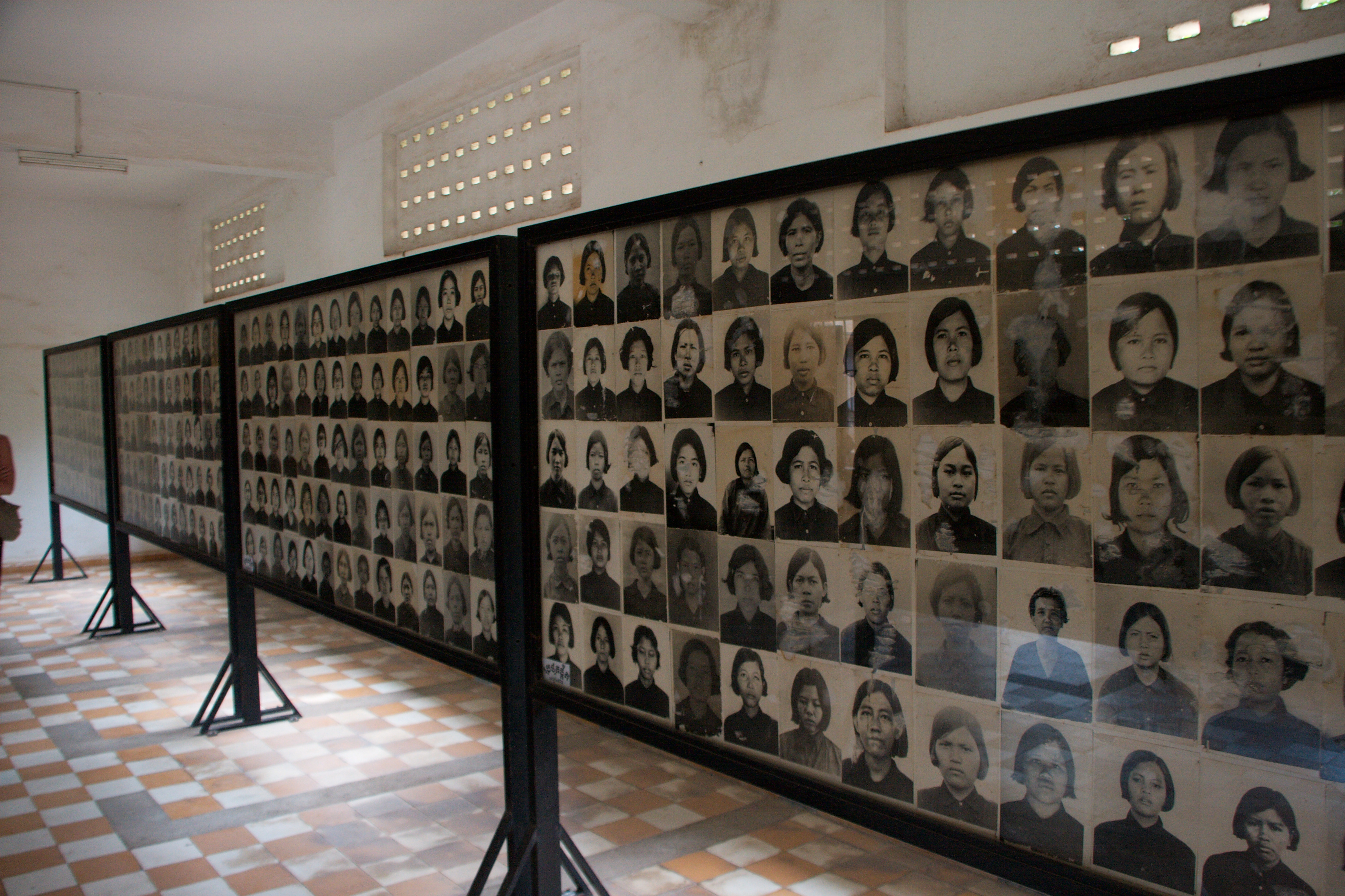
Portraits de détenues dans l'ancien centre de détention S21 devenu le musée de Tuol Sleng

Kang Kek Ieu dit « Duch » fut le responsable du centre S21 à Phnom Penh de 1975 à 1979 où périrent des milliers de victimes du régime khmer rouge. Condamné à 35 années d'emprisonnement par les Chambres extraordinaires au sein des tribunaux cambodgiens, il est interrogé par Rithy Panh sur sa responsabilité en attente de l'appel de son procès.
En complément de cette rencontre, le documentaire inclut des d'archives et d'autres témoignages d'ex-tortionnaires.

## Fiche technique
- Titre : Duch, le maître des forges de l'enfer
- Réalisation : Rithy Panh
- Scénario : Rithy Panh
- Musique : Marc Marder
- Photographie : Prôm Mesar et Rithy Panh
- Son : Myriam René et Sear Vissal
- Montage : Mathias Bouffier, Rithy Panh et Marie-Christine Rougerie
- Sociétés de production : 
  - France : Catherine Dussart Productions - INA - France Télévisions
  - Cambodge : Bophana Production
- Société de distribution : Les Acacias cinéaudience
- Pays d'origine :  France -  Cambodge
- Genre : documentaire
- Durée : 103 minutes
- Date de sortie :
  - France : 15 mai 2011 (festival de Cannes) ; 18 janvier 2012 (sortie nationale)

## Distinctions
- 64e édition du Festival de Cannes (2011) : Projection - hors compétition, séance spéciale[3].
- 10e édition du Festival du film et forum international sur les droits humains de Genève (2012) : Grand prix[4].
- 38e cérémonie des César (2013) : Nomination dans la catégorie meilleur film documentaire[5],[6].

## Accueil critique

### Médias français
Globalement, la presse française accueille positivement le documentaire.
Jacques Mandelbaum, pour Le Monde, évoque un « film d'une rare puissance » dans lequel Rithy Pan, s'abstenant de porter un jugement ou de désigner Duch comme un « monstre » se concentre sur « la reconnaissance de son humanité ». De son côté, Libération qualifie le documentaire d' « unique » et écrit que le réalisateur « parvient à saisir la complexité » de Duch. Pour Les Inrockuptibles, il s'agit d'une « nouvelle pierre à un édifice filmique d’une ampleur comparable au Shoah de Claude Lanzmann » qui rappelle que « malgré les souffrances inouïes (...) les victimes de génocides ne crient jamais vengeance, ne recherchant que la justice et la vérité ». Enfin La Croix parle d'un « document pour l'Histoire. Austère, dépouillé, glaçant, terrifiant ».

### Médias étrangers
Variety dépeint une « photo magistralement dérangeante qui peut également être considérée comme un « "brouillard de guerre" cambodgien [...] où Duch est contraint de livrer une sorte d'autobiographie éthique et philosophique au "jury" du public ».

## Analyse
Cécile Campergue, anthropologue, considère que le film provoque un « malaise » à deux égards : premièrement, il tient à la façon dont Duch raconte ses crimes - en l'occurrence avec « distance et froideur » ; deuxièmement, « les deux faces » de l'accusé sont pointées, comme lors de son procès, à savoir « criminel de guerre et homme cultivé ».

## Autour du film

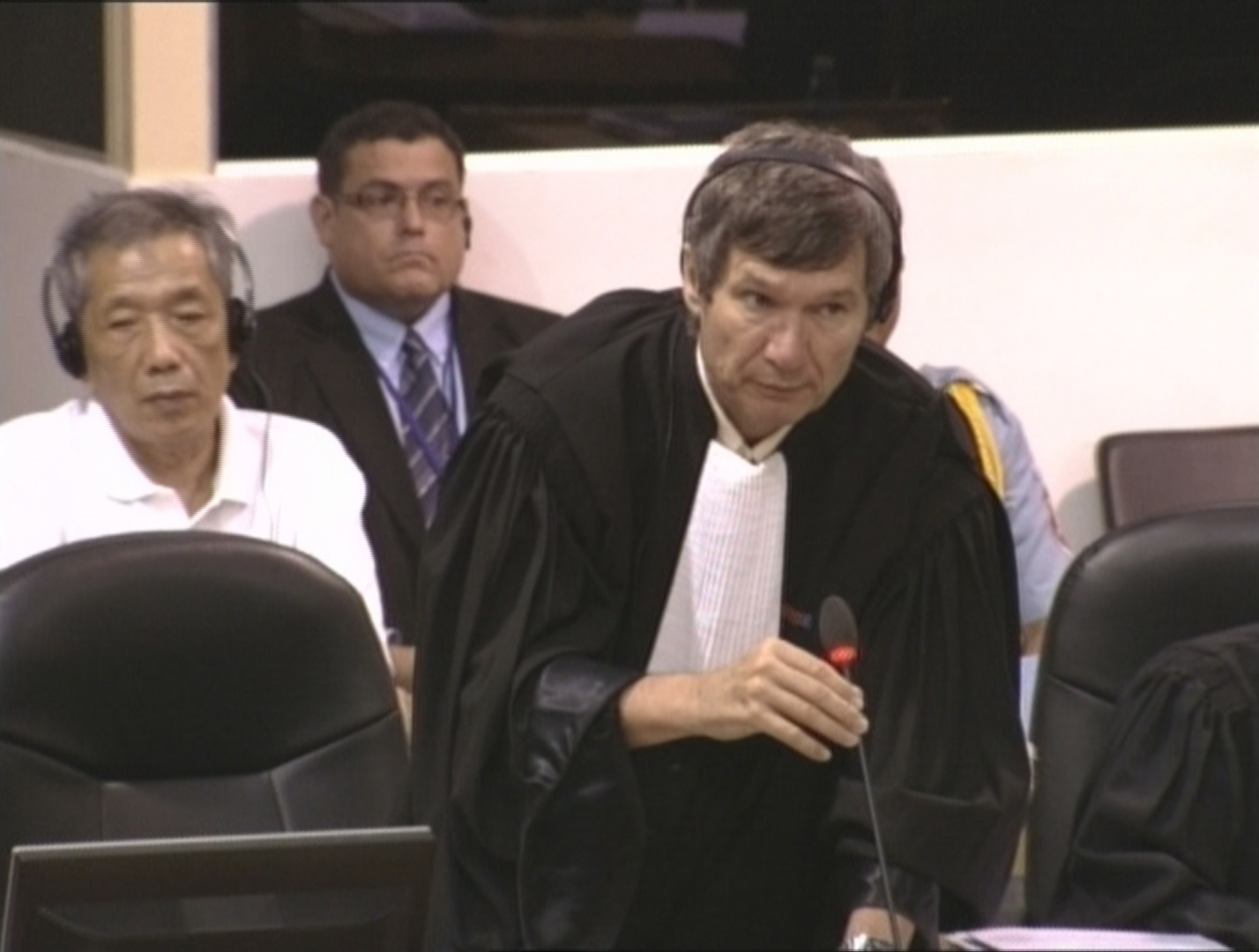
Audience devant les CETC en 2009 - François Roux et son client, Duch

François Roux - avocat français de Duch - et Rithy Panh ont débattu après la projection du film à Genève. Ils ont ainsi montré des divergences de point de vue, par exemple sur la peine prononcée, la façon dont l'Accusation a mené la procédure, l'importance qu'il fallait accorder aux remords de l'accusé ou encore la question de l'obéissance. Les deux hommes sont uniquement tombés d'accord sur la symbolique derrière la condamnation de Duch alors même que celui-ci « n’est pas lui seul qui a conçu le crime ».
Ce film est à mettre en parallèle avec d'autres documentaires de Rithy Panh qui s'inscrivent tous dans une dimension historique et personnelle : celle du régime des Khmers rouges. En ce sens, S21, la machine de mort khmère rouge revient sur la politique systématique d'élimination mise en œuvre par les autorités en s'ancrant dans le principal centre de détention de Phnom Penh ; Duch, le maître des forges de l'enfer centre son propos sur le bourreau ; L'Image manquante porte sur la thématique de la mémoire et de l'oubli à travers le prisme du cinéma ; Les Tombeaux sans noms déroule le parcours spirituel du réalisateur afin de faire le deuil de ses proches.